# Росица Пейчева
Росица Пейчева е българска народна и попфолк певица. Пее песни предимно от Родопската, но също така и от Тракийската и Странджанската фолклорни области. Дългогодишна солистка на Виевската фолк група.

## Биография
Росица Пейчева е родена на 5 август 1973 г. в град Лъки. Израства в музикално семейство. Учи пиано, солфеж и тамбура. Завършва Националното музикално училище за фолклорни изкуства в Широка лъка и продължава висшето си образование в Академията за музикално танцово и изобразително изкуство в Пловдив, а през 2009 г. защитава и магистратура по арт-мениджмънт.
Ранните певчески изяви на Росица Пейчева впечатляват Емил Узунски – ръководител на сватбарска група от родопското село Виево. Едва 18-годишна, тя става солистка на Виевската фолк група, чийто ръководител е Узунски. Работата с музикантите допринася изключително много за оформянето ѝ като народен изпълнител. Особено контактът с големия родопски певец Веселин Джигов, който също е дългогодишен солист на групата. В този период Росица получава една от първите си награди – на Надсвирването в Стамболово, което се провежда до края на 90-е години на миналия век. Среща първия си съпруг – барабанистът Милко Узунски, който свири в групата. С Виевската група Росица Пейчева записва серия албуми, в които освен народни, записва и не малко песни в стил попфолк: „Дими, Дими“, „Искам вино да се лей“, „Плакала съм аз“, „Дай ми, тате, малко парички“, „Моя тъжна обич“, „Вадиш ми душата“ и др. Любопитна подробност е, че през 1998 г. групата записва два албума: „Плачи, горо, плачи“, който е само с народни песни, и попфолк албума „Видение“, на който солистка е само Росица Пейчева, докато Веселин Джигов не взема участие в записите. Напуска Виевската група през 2007 г. и започва самостоятелна кариера, като записва албуми с песни от различни фолклорни области, но главно от Родопската. В тях има дуети с Николай Славеев, Иван Дяков и Здравко Мандаджиев. През 2008 г. печели първа награда за авторска песен в конкурса „Пирин фолк“, Сандански.
През 2014 г. записва дуетния си албум „Любовта крила дарява“ с Николай Славеев, Иван Дяков, Здравко Мандаджиев, сестри Диневи и Пепи Христозова.
През 2016 г. певицата отбелязва 25-годишен творчески юбилей, като го отпразнува с голям концерт в комплекс „Приказките“, на който присъстват нейни колеги и близки. На същото събитие е представен юбилейният ѝ албум „Родопска милувка – 25 години с песните на Росица Пейчева“.
На 14 май 2024 г., на 50-годишна възраст, Росица Пейчева става майка за трети път – ражда сина си Георги, който е от втория ѝ съпруг Николай Петров. От първия си съпруг певицата има син Димитър и дъщеря Мироана.

## Дискография

### Студийни албуми

#### Албуми с Виевската фолк група
- 1991 – „Родопски звън ’91“
- 1993 – „Родопски звън ’93“
- 1994 – „Родопски звън ’94“
- 1995 – „Родопски звън ’95“
- 1996 – „Родопски звън ’96“
- 1998 – „Видение“
- 1998 – „Плачи, горо, плачи“
- 2000 – „Родопски звън 2000“
- 2001 – „Родопски звън 2001 и ново настроение“
- 2002 – „Най-доброто“
- 2002 – „25 години Родопски звън“
- 2003 – „Родопски звън 2003“
- 2004 – „Родопски звън 2004“
- 2005 – „Родопски звън 2005“
- 2005 – „Златна колекция от Родопите“, 1 част
- 2006 – „Златна колекция от Родопите“, 2 част
- 2006 – „Родопски звън 2006“
- 2007 – „Родопски звън 30 години“

#### Самостоятелни албуми
- 2008 – „Пея за вас“
- 2009 – „Пъстра плетеница“
- 2010 – „Росни ми, росни, росице“
- 2011 – „Животът ми е песен“
- 2013 – „Мечта“
- 2014 – „Любовта крила дарява“ (дуетен албум)
- 2016 – „Родопска милувка“
- 2021 – „Заспало е челебийче“
- 2023 – „Моено сорце гори, не гасне“

## Видео албуми

### С Виевската фолк група
- 1993 – „Родопски звън ’93“
- 1994 – „Родопски звън ’94“
- 1995 – „Родопски звън ’95“
- 1996 – „Родопски звън ’96“
- 2000 – „Родопски звън 2000“
- 2001 – „Родопски звън 2001 и ново настроение“
- 2002 – „Родопски звън 25 години“
- 2003 – „Родопски звън 2003“
- 2004 – „Родопски звън 2004“
- 2005 – „Родопски звън 2005“
- 2005 – „Златна колекция от Родопите – 1 част“
- 2006 – „Родопски звън 2006“
- 2006 – „Златна колекция от Родопите – 2 част“
- 2007 – „Родопски звън 30 години“

### Самостоятелни видео албуми
- 2008 – „Пея за вас“
- 2009 – „Пъстра плетеница“
- 2010 – „Росни ми, росни, Росице“
- 2011 – „Животът ми е песен“
- 2013 – „Мечта“
- 2016 – „Родопска милувка“
- 2021 – „Заспало е челебийче“

## Награди
- 2008 – „Пирин фолк“ – Първа награда на журито за песента „Майчина молитва“
- 2008 – Годишни награди на ТВ „Планета“ – Фолклорен изпълнител на годината
- 2009 – Годишни награди на ТВ „Планета“ – Фолклорен албум на годината
- 2010 – Годишни награди на ТВ „Планета“ – Фолклорен изпълнител на годината
- 2011 – Годишни награди на ТВ „Планета“ – Фолклорен изпълнител на годината